# Quentin (Pennsilvània)
Quentin és un lloc de cens (CDP) del Lebanon County, Pennsilvània, Estats Units que es va anomenar així en referència a Quentin Roosevelt.
La població, al cens del 2000 era de 529 habitants.
Segons el Cens dels Estats Units, el CDP té una superfície d'1,6 km², la totalitat en forma de terra.

## Demografia
Segons el cens del 2000, hi havia 529 persones, 223 cases i 156 famílies que hi residien. La densitat de població era de 850,6 habitants per kilòmetre quadrat.
A nivell racial, el 98,11% de la població era blanca, el 0,38% eren afroamericans, el 0,38% asioamericans i el 0,38% eren de les races restants, i el 0,76% eren de dues o més races. El 0,98% de la població era d'origen llatí.
La renda mitjana per família era de $53,770. La renda per capita del CDP era de $25,035. El 3,2% de les persones estaven per sota del llindar de la pobresa.